# Coomologia di De Rham

Campo vettoriale corrispondente ad una forma differenziale sul piano bucato di un insieme localmente chiuso, esso mostra che la coomologia di De Rham di questo spazio non è banale.

In matematica la coomologia di De Rham è uno strumento usato in topologia algebrica e differenziale per studiare le varietà differenziabili. Prende il nome dal matematico Georges De Rham. 
Definito usando le forme differenziali, la coomologia di De Rham è un invariante topologico delle varietà differenziabili che (intuitivamente) conta il loro "numero di buchi {\displaystyle k}-dimensionali".

## Definizione

### Preliminari
Sia {\displaystyle M} una varietà differenziabile di dimensione {\displaystyle n} e {\displaystyle k} un intero con 
{\displaystyle 0\leq k\leq n.}
Tutte le {\displaystyle k}-forme differenziali su {\displaystyle M} formano uno spazio vettoriale reale che viene indicato con
{\displaystyle \Omega ^{k}(M).}
Questo spazio ha dimensione finita. In particolare, per {\displaystyle k=0} questo spazio è lo spazio delle funzioni differenziabili a valori in {\displaystyle \mathbb {R} }.
Il differenziale esterno di una forma differenziale {\displaystyle \omega } è una {\displaystyle (k+1)}-forma, indicata con il simbolo {\displaystyle d\omega }. Il differenziale definisce quindi una mappa
{\displaystyle d:\Omega ^{k}(M)\longrightarrow \Omega ^{k+1}(M)}
che risulta essere una applicazione lineare fra i due spazi vettoriali.

### Complesso di cocatene
Il complesso di De Rham è il complesso di cocatene seguente:
{\displaystyle 0\to \Omega ^{0}(M)\ {\stackrel {d}{\to }}\ \Omega ^{1}(M)\ {\stackrel {d}{\to }}\ \cdots {\stackrel {d}{\to }}\ \Omega ^{n-1}(M)\ {\stackrel {d}{\to }}\ \Omega ^{n}(M).}
Poiché ogni forma esatta è anche chiusa, vale {\displaystyle d(d\omega )=0} per ogni forma {\displaystyle \omega }, ovvero 
{\displaystyle d^{2}=d\circ d=0.}
D'altra parte, una forma chiusa può non essere esatta, e la coomologia di De Rham misura proprio questo fenomeno; la coomologia è definita come l'omologia del complesso di De Rham nel modo seguente. Siano
{\displaystyle C^{k}(M),Z^{k}(M)\subset \Omega ^{k}(M)}
i sottospazi formati rispettivamente dalle {\displaystyle k}-forme chiuse ed il sottospazio delle {\displaystyle k}-forme esatte. Poiché ogni forma esatta è chiusa, vale l'inclusione
{\displaystyle Z^{k}(M)\subset C^{k}(M).}
Il {\displaystyle k}-esimo gruppo di coomologia di De Rham è definito come il quoziente di questi due spazi:
{\displaystyle H^{k}(M)=C^{k}(M)/{Z^{k}(M)}}